# 환상속의 그대
《환상속의 그대》(영어: Dear Dolphin)는 2013년에 개봉한 대한민국의 다양성 독립 영화이다. 서태지와 아이들의 1집 《Seotaiji and Boys 1》 타이틀곡인 〈환상속의 그대〉와 제목이 같으며, 극중 후반부 혁근(이희준)과 기옥(이영진), 차경(한예리)이 자전거를 타고 영화제목과 동명인 곡을 따라부르는 장면이 짧게 삽입되기도 했다.

## 줄거리
누가 봐도 사랑스러운 연인 차경(한예리)과 혁근(이희준). 첫만남부터 혁근을 사랑했지만 우정을 위해 마음을 감춰온 차경의 오랜 절친 기옥(이영진). 작은 질투 이외엔 아무 문제도 없을 것 같던 세 사람에게 그들의 일상을 송두리째 무너뜨리는 차경의 갑작스런 죽음이 찾아온다. 1년의 시간이 지나도 혁근은 차경은 죽은 게 아니라 조금 늦는 것뿐이라고, 현실을 받아들이지 못한 채 살아간다. 기옥은 상처가 다 나은 것처럼 행동하며 혁근을 향한 오랜 마음을 조금 움직여 본다. 그러던 어느 날 혁근과 기옥의 환상 속에 머물던 차경이 그들 앞에 모습을 나타내고, 상처받은 세 사람의 기억과 일상은 누구도 예측하지 못한 방향으로 내달리기 시작한다.

## 캐스팅
- 이희준 : 김혁근 역
- 이영진 : 원기옥 역
- 한예리 : 성차경 역
- 최은아 : 성주경 역
- 기주봉 : 치료사 역
- 박명신 : 박명신 역
- 배제기 : 조승연 역
- 오대환 : 기옥 선배 역
- 권혁수 : 차경 아버지 역
- 박미현 : 수 간호사 역

## 수상
- 2013년 제14회 전주국제영화제 - 무비꼴라쥬상 (강진아)